# Polisynodia

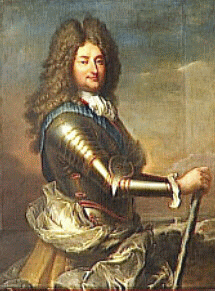
Filip II Burbon-Orleański

Polisynodia (fr. Polysynodie) – system rządów, jakie we Francji wprowadził w 1715 regent Filip II Burbon-Orleański po śmierci Ludwika XIV. Zamiast intendentów i sekretarzy jak dotychczas wszystkimi sprawami królestwa miały kierować organy kolegialne, kierowane przez rady złożone z arystokratów. Rady te były jednak niewydolne, więc coraz częściej korzystano z elementów poprzedniego systemu administracyjnego, by w końcu zupełnie go przywrócić.

## Rady polisynodialne
- Conseil de Conscience (dosł. "rada sumienia" - sprawy religii)
- Conseil des Affaires étrangères, (spraw zagranicznych - szefem jej był Nicolas Chalon du Blé)
- Conseil de la Guerre (wojny),
- Conseil de la Marine, (marynarki-  Louis Alexandre de Bourbon, jednym z jej znanych członków był René de Froulay de Tessé)
- Conseil des Finances (finansów),
- Conseil des Affaires du Dedans du Royaume, (spraw wewnętrznych)
- Conseil du Commerce (powstała w grudniu 1715 - sprawy handlowe)